# Enyego d'Àvalos
Enyego d'Àvalos (Íñigo Dávalos, com a nom de fonts; Inico d'Avalos, com se'l coneix a Itàlia; Toledo?, ca. 1414 – Nàpols, 1484) fou un cavaller valencià d'origen castellà a qui s'ha atribuït la novel·la Curial e Güelfa (Milà/Nàpols, 1445–1448). Una vegada instal·lat a Nàpols fou comte de Monteodorisio i gran camarlenc del regne, un ofici conegut popularment com el de «conte camerlengo».
Quan el seu pare, el gran conestable de Castella Ruy López Dávalos, caigué en desgràcia i s'exilià a València (1422), ell i els seus germans (coneguts com «los Enyegos») es criaren com a patges a la cort valenciana d'Alfons el Magnànim. Emparentaren ací amb els nobles valencians Maça-Cornell (homenatjats en la novel·la cavalleresca a ell atribuïda) i lligaren el seu destí a l'aventura italiana del rei: Sicília, 1432–1435 i conquesta de Nàpols, 1435–1443. No obstant això, durant els anys 1435–1440, amb llicència d'Alfons el Magnànim, Enyego romangué a Milà com a cambrer i cortesà del duc Filippo Maria Visconti. Aquest li donà la vila de Borgofranco i el castell d'Scaldasole (els posseí fins al 1444). Després, durant els anys 1443–1447 visqué entre Milà (on era ambaixador de la Corona d'Aragó), i Nàpols, on exercia altes responsabilitats de govern i diplomàcia, com altres nobles valencians: els Cardona-Villena, els Montcada, els Ximenes d'Urrea, etc.). Fracassat l'intent del 1447 de fer que la Corona d'Aragó esdevinguera «senyora de Milà», se'n tornà amb el rei Alfons a Nàpols (1448), on exerciria des del 1449 de gran camarlenc del regne: el segon oficial de govern més important, ja que controlava el gran organisme financer i recaptatori del regne, la Camera della Sommaria. El seu gran prestigi diplomàtic a escala europea li valgué, entre altres condecoracions, l'obtenció del collar de l'orde anglés de la Garrotera.

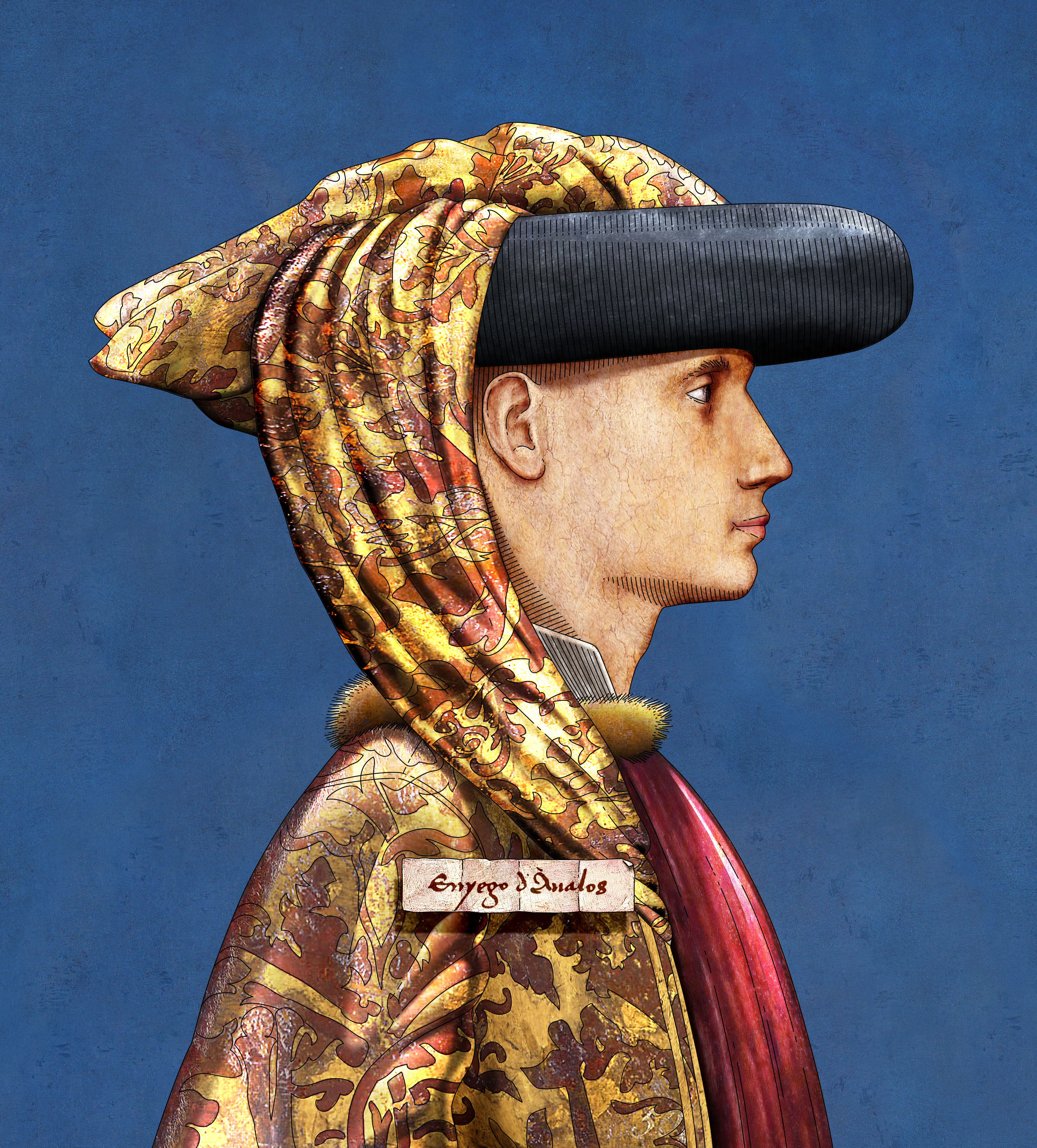
Enyego d'Àvalos (Pisanello, Nàpols, 1449), en una recreació de Josep-Miquel Martínez (2017)

Amic i mecenes dels més prestigiosos humanistes d'Itàlia (Barzizza, Decembrio, Filelfo, Poggio, Manetti, Valla, Beccadelli, Facio...), fou un amant de les arts, la música i els llibres: posseí la segona major biblioteca del sud d'Itàlia, per darrere de la del rei d'Aragó. Encara hi ha llibres seus esparsos per tot el món. Com, per exemple, aquell volum dels Intronati de Siena que conté el relat decameronià de Guiscardo e Ghismonda, inspirador d'una part de l'argument del Curial. El cavaller «scientífich» D'Àvalos interessà per les arts liberals i la poesia, els escriptors italians del Trecento i els clàssics grecollatins: Homer, Juli Cèsar, Virgili, Plató, Plutarc i un llarg etcètera. Organitzador i campió de justes esportives, i expert en «disciplina militar», com l'heroi italià de la seua suposada novel·la, Curial el llombard, es formà com a condottiero en la guerra de Milà i Venècia per Salò (il Salonese) i Verona (1438–1440), braç a braç amb un veterà mercenari savoià, el senyor de Salanova. Això justifica l'aparició en la novel·la cavalleresca que se li atribueix de personatges com Salonés de Verona (enemic) o Salanova (amic). També hi apareixen rivals napolitans com «Boca de Far», o el patge predilecte del Magnànim, «Gabrielet Curial», protegit de D'Àvalos, que inspirà en part la figura del protagonista de la novel·la. En realitat, Curial e Güelfa és un relat ple de referències a personatges de l'època, molts dels quals es relacionen «en clau», o d'una manera molt transparent, amb la biografia de l'autor. D'Àvalos fou autor també de tractats de falconeria que ell mateix traduí del català a l'italià, i en què s'autotitulava «amatore delle Sacre Muse». Exhibia per amor de la seua promesa, des del 1443, «un lleó rampant que travessava els dos campers de l'escut», exactament com farà Curial per amor de la seua senyora, Na Güelfa. Lluità contra els turcs, quan aquests intentaren envair el regne, i fou soterrat a l'església napolitana de Santa Anna dels Llombards, a escasses passes de la tomba del seu amic Gabrielet Curial. Durant el regnat de Ferran I de Nàpols, Inico d'Avalos i la seua família s'havien italianitzat culturalment, com tota la cort, però la seua filla Constança encara era capaç, pel 1495, de dedicar uns versos al seu difunt germà Alfonso d'Avalos «nel più fiorito valenziano».